# Pyrox Island
Pyrox Island (in Argentinien Islote Dos Lomos, sinngemäß aus dem Spanischen übersetzt Insel der zwei Gebirgsgrate) ist eine Insel vor der Fallières-Küste des Grahamlands auf der Antarktischen Halbinsel. Sie liegt am Kopfende des Neny-Fjords. 
Wissenschaftler der United States Antarctic Service Expedition (1939–1941) nahmen erste Vermessungen vor. Weitere Vermessungen und die Benennung erfolgten 1949 durch den Falkland Islands Dependencies Survey. Namensgebend sind hier gefundene Minerale aus der Pyroxengruppe. Die in Argentinien gültige Benennung stammt aus dem Jahr 1957.